# Rhyncomya ituriensis
Rhyncomya ituriensis är en tvåvingeart som beskrevs av Zumpt 1958. Rhyncomya ituriensis ingår i släktet Rhyncomya och familjen Rhiniidae. Inga underarter finns listade i Catalogue of Life.